# Zapowiednik (rezerwat przyrody)

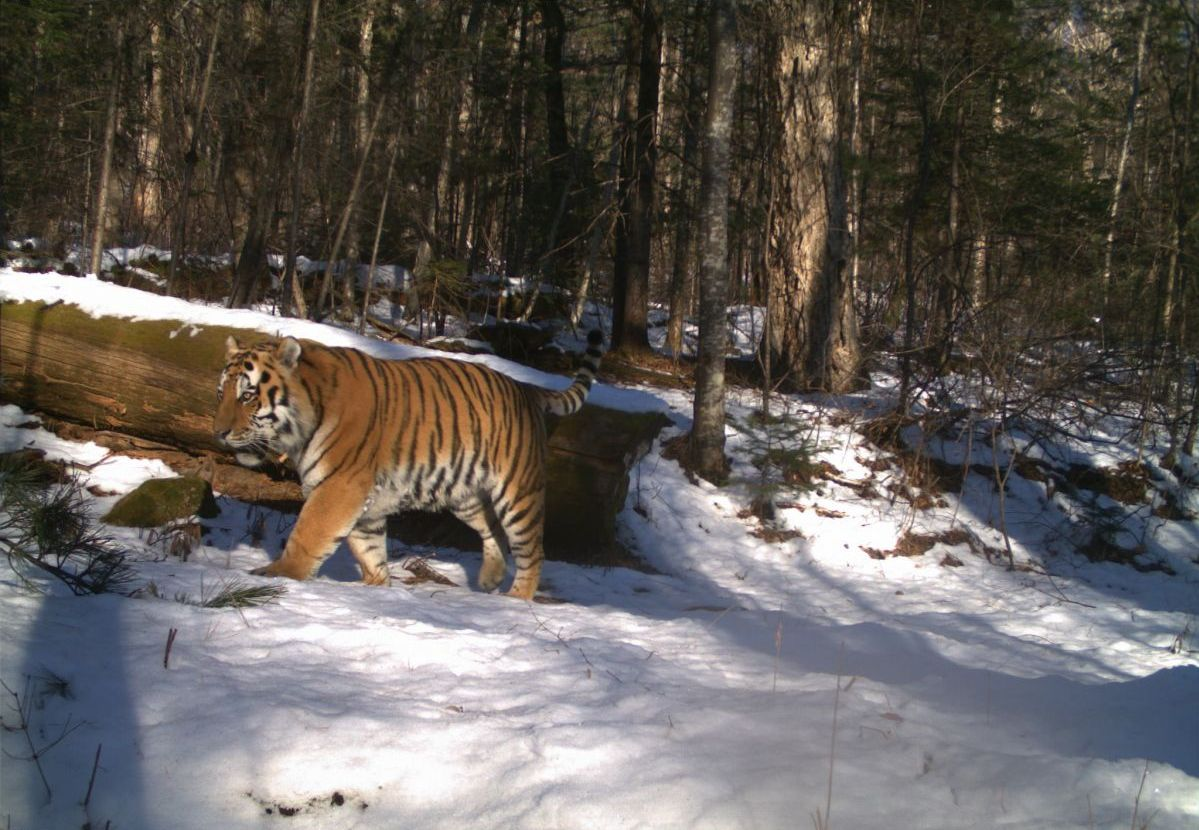
Rezerwat przyrody „Bastak”

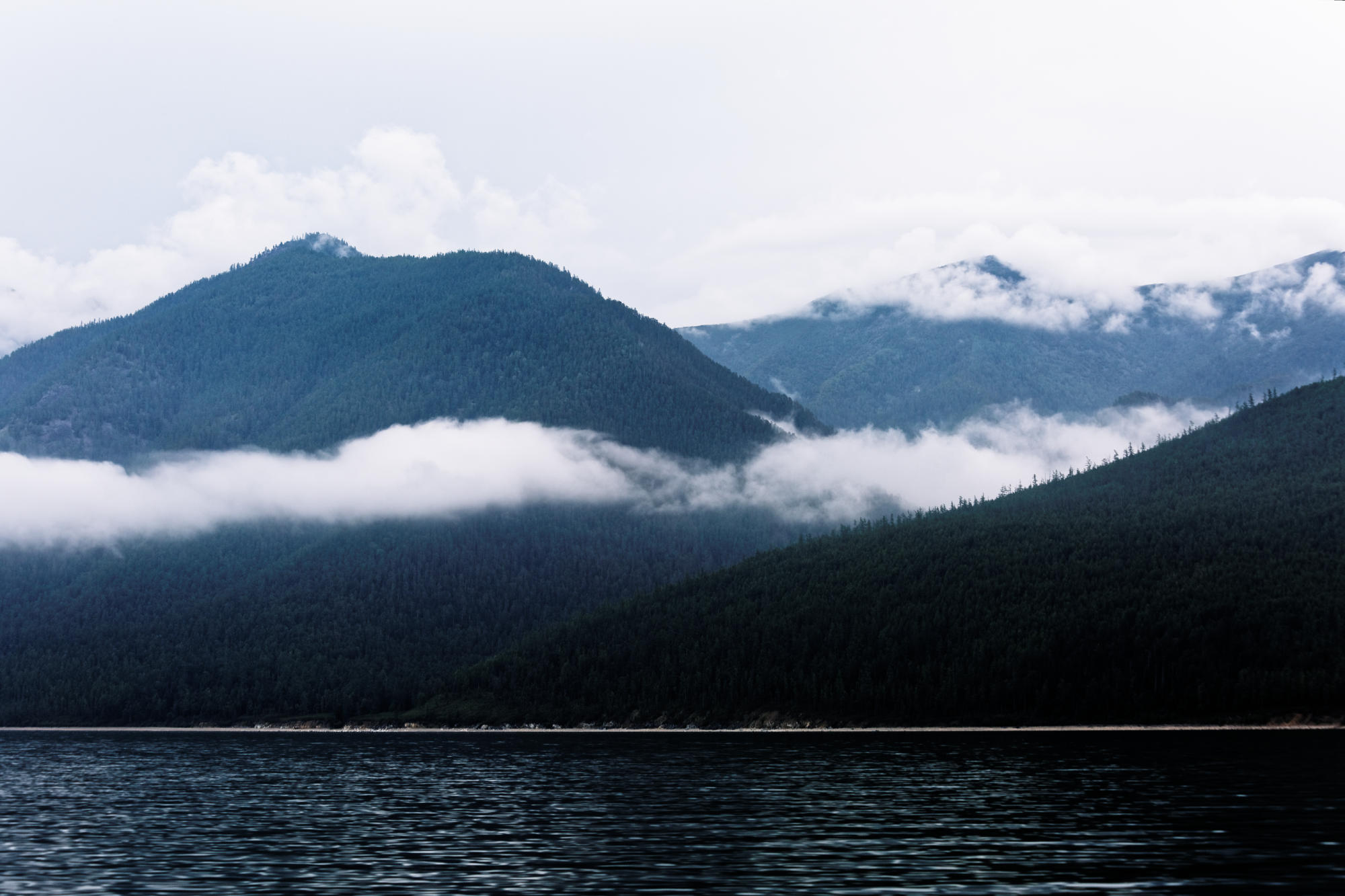
Barguziński Rezerwat Biosfery nad Bajkałem

Zapowiednik (ros. заповедник) – forma ochrony środowiska istniejąca w Federacji Rosyjskiej i większości krajów byłego ZSRR. Jest to najwyższy stopień ochrony przyrody (kategoria Międzynarodowej Unii Ochrony Przyrody (IUCN) – Ia). W zapowiednikach zabroniona jest jakakolwiek działalność człowieka. Obowiązuje zakaz wstępu osób postronnych.

## Historia

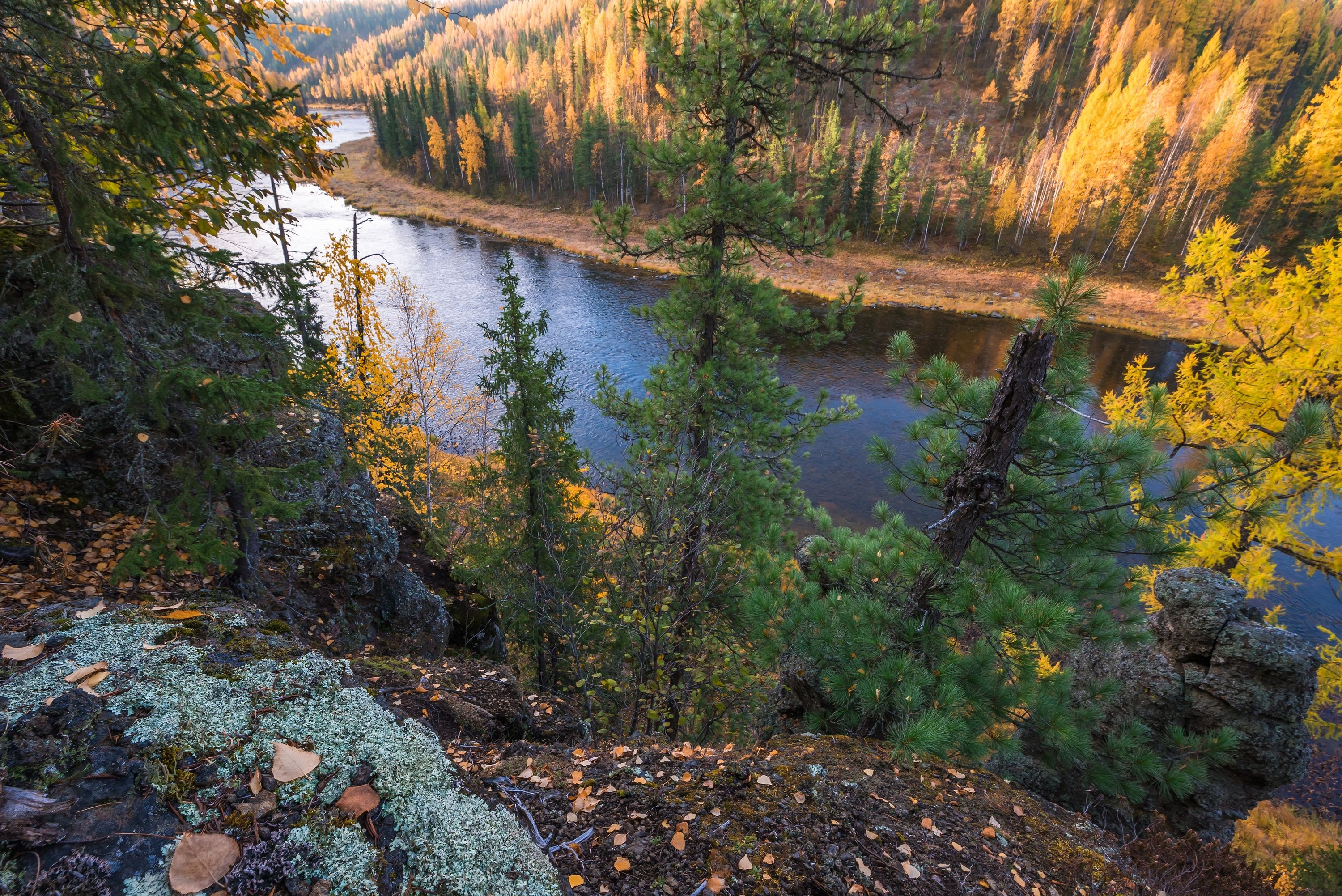
Środkowosyberyjski Rezerwat Biosfery

Koncepcja zapowiedników powstała wśród rosyjskich biologów pod koniec XIX wieku. W carskiej Rosji istniało dużo dziewiczych obszarów, nietkniętych przez człowieka. Zapowiedniki miały chronić te naturalne ekosystemy. W tym celu musiały być wystarczająco duże, aby być samowystarczalne. Pierwszy zapowiednik, zatwierdzony przez rząd rosyjski, powstał 29 grudnia 1916 roku (11 stycznia 1917 roku według obecnego kalendarza) na wschodnim brzegu jeziora Bajkał. Jest to Zapowiednik Barguziński (ros. Баргузинский заповедник, obecna polska nazwa Barguziński Rezerwat Biosfery).

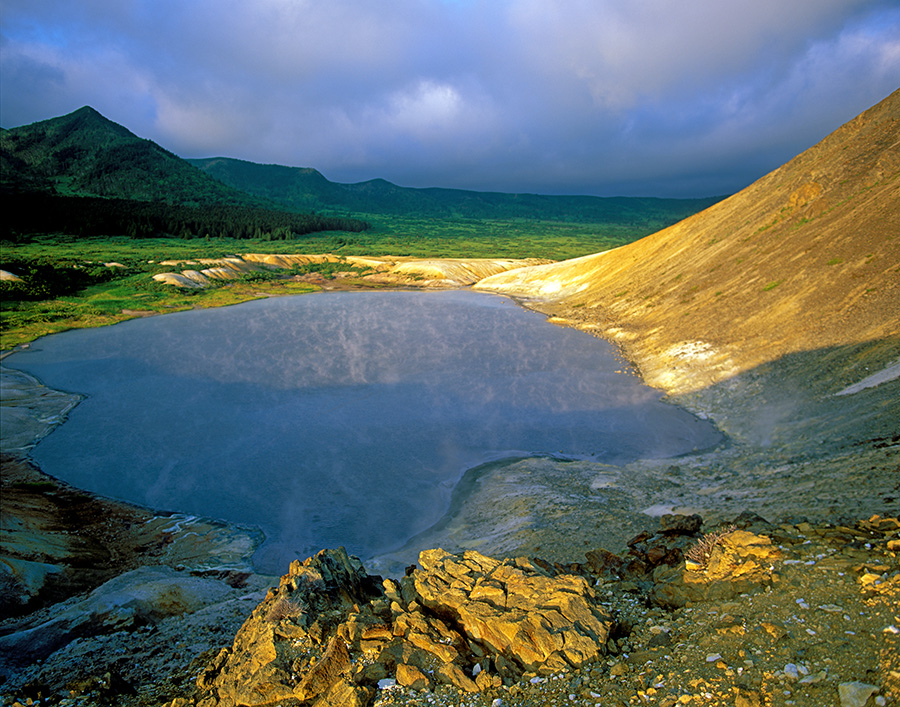
Rezerwat Kurylski

Po rewolucji październikowej łatwiej było tworzyć rezerwaty przyrody. Po nacjonalizacji nie było już prywatnej własności ziemskiej. Powstały wtedy m.in. Astrachański Rezerwat Biosfery (1919 rok), Rezerwat Ilmeński (1920), Kaukaski Rezerwat Biosfery (1924).
W czasach stalinowskich czystki wśród naukowców i uznanie przez władze zapowiedników jako całkowicie bezużyteczne instytucje spowodowało zahamowanie ich powstawania, a nawet zamknięcie niektórych. Jednak po śmierci Stalina nastąpił gwałtowny ich rozwój. Już w 1960 roku było w ZSRR 85 zapowiedników.
Po przyjęciu z innych krajów w latach siedemdziesiątych XX wieku idei parków narodowych (których do tej w ZSRR nie było) zaczęły one powstawać również tutaj. W ten sposób niektóre zapowiedniki przekształcono w parki narodowe, mniej restrykcyjną formę ochrony przyrody (kategoria Międzynarodowej Unii Ochrony Przyrody (IUCN) – II). Przykładem jest zapowiednik – Teberdyński Rezerwat Biosfery, który w 2021 roku, już w Federacji Rosyjskiej, przekształcono w Teberdyński Park Narodowy.

## Zapowiedniki w Rosji
Podstawą działalności zapowiedników w Federacji Rosyjskiej  jest ustawa z dnia 14 marca 1995 roku. Jest ich (stan na listopad 2021 roku) 104 o łącznej powierzchni ponad 340 000 km² nie licząc zapowiedników na zaanektowanym przez Rosję Półwyspie Krymskim. Wszystkie z wyjątkiem dwóch podlegają Ministerstwu Zasobów Naturalnych i Ekologii Federacji Rosyjskiej. Rezerwat Ilmeński jest zarządzany przez Rosyjską Akademię Nauk, a Rezerwat „Galiczja Gora” przez Woroneski Uniwersytet Państwowy.
39 zapowiedników jest rezerwatami biosfery UNESCO, 19 jest wpisanych na listę Światowego Dziedzictwa UNESCO (w tym 6 na wstępną), a 20 jest na liście konwencji ramsarskiej. Do największych należą: Wielki Rezerwat Arktyczny o powierzchni 41 692 km², Komandorski Rezerwat Biosfery (36 486,79 km²), Rezerwat „Wyspa Wrangla” (22 256,5 km²), Tajmyrski Rezerwat Biosfery (17 815,36 km²).